# Göran Rosenhane (1678–1754)
Göran Gustaf Rosenhane, född 21 april 1678 i Linköping, var en svensk friherre, godsägare och militär. Han var sonson till riksrådet Schering Rosenhane (1609–1663) och son till landshövdingen i Nylands och Tavastehus län Axel Rosenhane, född 1637.
Göran Rosenhane var herre till Marieberg i Björkviks socken i Södermanland och till Lagmansholm, Östad och Kilanda i Fullestads socken samt till Ymsjöholm i Bäcks socken, alla de sistnämnda i Västergötland. Marieberg hade han tillsammans med Nynäs gård i Värmland fått ärva efter sin farbror, presidenten Johan Rosenhane, vid dennes död 1710.

## Militär karriär
Rosenhane blev tidigt page hos Carl XI och 1695 fänrik vid Bielkes svenska infanteriregemente i Holland. År 1699 blev han löjtnant vid guvernörsregementet i Wismar och livdrabant under åren 1703-1708.
Major vid finska ståndsdragonregementet 1709 och generaladjutant av kavalleriet vid finska armén 1710.
År 1719 var han befälhavare för den sörmländska allmogen under rysshärjningarna som varade 1719-1721. Han ville organisera bönderna för att skydda Nyköping, men försöken misslyckades, mycket beroende på den oföretagsamme landshövdingen Germund Cederhielm som själv flydde. Rosenhane fick generalmajors avsked den 28 april 1735.

## Familj
Rosenhane gifte sig första gången 1712 med friherrinnan Edla Brita Banér, 1685-1727. Hon var dotter till överstelöjtnanten friherre Gustaf Carl Banér och grevinnan Ebba Charlotta Lewenhaupt. I äktenskapet föddes nio barn, av vilka en son och sex döttrar uppnådde vuxen ålder.
- Elsa Ebba, 1713-1736, gift 1735 med löjtnanten friherre Gideon Fredrik Palbitzki, 1701-1743. De fick en son, Georg Alexander, född 1736. Elsa Ebba avled strax därefter och fadern gifte aldrig om sig.
- Charlotta Gustava, 1716-1753, gift med överstelöjtnanten Carl Gustaf Hammarhjelm. Paret fick efter styvmoderns död 1764 överta äganderätten till Nynäs gård.
- Beata Christina, 1718-1799, gift med ryttmästaren friherre Melker Georg Falkenberg af Trystorp, 1714-1774. Han tjänstgjorde vid Livregementet till häst och var herre till Trollebo och Holma, båda i Lemnhults socken i Småland.
- Ulrika Eleonora, 1719-1762, gift med kaptenen Jöns Alexander Bonde (1721-1799). Han var ägare till Fituna i Sorunda socken i Södermanland.
- Catharina Sofia, 1721-1777, gift med generalmajoren friherre Lars Hierta och arvtagerska till Ymsjöholm.
- Axel Gustaf, 1723-1758. Han gifte sig 1748 med Hedvig Sofia Adlercreutz, född 1731, och fick med henne två döttrar. Denna gren av familjen Rosenhane utslocknade därmed på den manliga sidan vid Axel Gustafs död 1758.
- Fredrika Johanna, 1725-1753, gift med sin systers svåger generallöjtnanten friherre Carl Hierta. Paret ärvde Lagmansholm.

Efter den första hustruns död gifte Göran Rosenhane år 1732 om sig med friherrinnan Charlotta Maria Taube af Odenkat, född 1691, dotter till amiralen, friherre Fredrik Evert Taube af Odenkat.